# حرب دينية
الحرب الدينية أو الحرب المقدسة (باللاتينية: bellum sacrum والتي تعني الحرب المقدسة) هي حرب مسببة أو مبررة من أساسها بسبب الاختلافات الدينية. في الفترة الحديثة، كثرت النقاشات حول مدى غلبة الجوانب الدينية أو الاقتصادية أو الإثنية في أي صراع ضمن حرب معينة. وفقًا لموسوعة الحروب، من بين جميع الصراعات التاريخية المسجلة البالغ عددها 1763 صراعًا، كانت الاختلافات الدينية مسببة بشكل رئيسي فقط في 123، أو 6.98٪ منها. يعرض الكاتب ماثيو وايت في كتابه «الكتاب الكبير العظيم للأشياء المروعة» الدين باعتباره سببًا رئيسيًا في 11 من أكثر الأعمال الوحشية الدموية حول العالم. توجد العناصر الدينية بشكل علني في العديد من النزاعات، بما في ذلك الصراع الإسرائيلي الفلسطيني، والحرب الأهلية السورية، والحروب في أفغانستان والعراق، ولكنها توصف بشكل مختلف، مثل اعتبار أنها صراعات أصولية أو تطرف ديني، اعتمادًا على تعاطف الراصد. ومع ذلك، غالبًا ما تخلص الدراسات حول هذه الحالات إلى أن العداوات العرقية تسبب الكثير من النزاعات.
يجادل بعض المؤرخين بأن ما يسمى «الحروب الدينية» هو «انقسام غربي» إلى حد كبير، واختراع حديث من القرون القليلة الماضية، بحجة أن جميع الحروب المصنفة على أنها «دينية» لها تداعيات علمانية (اقتصادية أو سياسية). جرى التعبير عن آراء مماثلة في وقت مبكر من ستينيات القرن التاسع عشر خلال حرب السنوات السبع والتي اعتُرف بها على نطاق واسع بأنها ذات هدف «ديني»، إذ أشارت تلك الآراء إلى أن الفصائل المتحاربة لم تتوزع بالضرورة على أسس طائفية بقدر ما كانت تتفق مع المصالح العلمانية.
وفقًا لجيفري بيرتون راسل، دُفعت العديد من حالات الأعمال الدينية المفترضة للحروب الدينية، مثل حرب الثلاثين عامًا، وحروب الدين الفرنسية، والحرب الأهلية السريلانكية، وأحداث 11 سبتمبر والهجمات الإرهابية الأخرى، والحرب البوسنية، والحرب المدنية الرواندية في المقام الأول بالقضايا الاجتماعية والسياسية والاقتصادية فضلًا عن الدين. على سبيل المثال، في حرب الثلاثين عامًا، هيمنت فرنسا (ذات الغالبية الكاثوليكية) وسيطرت على الجانب «البروتستانتي» لمعظم جوانب النزاع بقيادة الكاردينال ريشيليو.

## تاريخ مفهوم الدين
تأتي الكلمة الحديثة للدين من الكلمة اللاتينية religio. عُرفت الديانة الجذرية لاتينية الأصل في العالم القديم والعصور الوسطى بأنها فضيلة عبادة فردية، لا مذهبًا أو ممارسة أو مصدرًا حقيقيًا للمعرفة. يشرَح المفهوم الحديث «الدين» بصفته فكرة تجريدية تحتوي على مجموعات مختلفة من المعتقدات أو العقائد وهو اختراع حديث في اللغة الإنجليزية إذ بدأ هذا الاستخدام من خلال نصوص من القرن السابع عشر بسبب انقسام المسيحية خلال الإصلاح البروتستانتي والاستعمار المنتشر أو العولمة في عصر الاستكشاف الذي تضمن اتصالًا مع العديد من الثقافات الأجنبية والسكان الأصليين بلغات غير أوروبية. حصل مفهوم «الدين» على شكله الحديث في القرن السابع عشر على الرغم من أن الكتاب المقدس والقرآن والنصوص المقدسة القديمة الأخرى بالإضافة إلى الناس أو الثقافات التي كُتبت فيها تلك النصوص المقدسة لم تمتلك مفهومًا واضحًا للدين باللغات الأصلية. على سبيل المثال، الكلمة اليونانية «ثريسكيا»، والتي استخدمها بعض الكتاب اليونانيون مثل هيرودوت وجوزيفوس والتي وُجدت في نصوص مثل العهد الجديد، تُترجم اليوم أحيانًا على أنها «دين». ومع ذلك، فقد فُهم المصطلح على أنه «عبادة» حتى فترة العصور الوسطى.
في القرآن، غالبًا ما تُترجم الكلمة العربية (بالإنجليزية: din) بصفتها «الدين» في الترجمات الحديثة، لكن حتى مترجمي منتصف القرن السادس عشر أعربوا عن الدين باسم «القانون». حتى في القرن الأول الميلادي، استخدم جوزيفوس المصطلح اليوناني ioudaismos، والذي يترجمه البعض اليوم باسم «اليهودية»، على الرغم من أنه استخدمه باعتباره مصطلحًا عرقيًا، لا المصطلح المرتبط بالمفاهيم التجريدية الحديثة للدين مثل مجموعة من المعتقدات. ظهرت مصطلحات «البوذية» و«الهندوسية» و«الطاوية» و«الكونفوشيوسية» لأول مرة في القرن التاسع عشر. طوال تاريخها الطويل، لم يكن لدى اليابان مفهوم «للدين» ذلك لأنه لم تكن هناك كلمة يابانية مماثلة، أو أي شيء قريب من معناها، ولكن عندما ظهرت السفن الحربية الأمريكية قبالة سواحل اليابان في عام 1853 وأجبرت الحكومة اليابانية على توقيع معاهدات تطالب فيها بحرية الدين -من بين أمور أخرى- كان على البلاد مواجهة هذه الفكرة الغربية.
وفقًا لما قاله عالم الفلسفة ماكس مولر في القرن التاسع عشر، فإن أصل الكلمة الإنجليزية «الدين»، هي الديانة اللاتينية، إذ استُخدمت في الأصل من أجل أن تعني فقط «الخشوع لله أو للآلهة، والتأمل الدقيق في الأشياء الإلهية، والتقوى» (التي اشتقها شيشرون من أجل أن يعني «الاجتهاد»). وصف ماكس مولر العديد من الثقافات الأخرى في جميع أنحاء العالم، بما في ذلك مصر وبلاد فارس والهند، بأن لديها بنية قوة مماثلة في هذه المرحلة من التاريخ. ما يسمى بالدين القديم اليوم، كان يطلق عليه فقط «القانون».
تحتوي بعض اللغات على كلمات يمكن ترجمتها «دين»، ولكنها قد تستخدمها بطريقة مختلفة تمامًا، ولا يمتلك بعضها أي معنى للدين على الإطلاق. على سبيل المثال، الكلمة السنسكريتية دارما، التي تتُرجم أحيانًا «الدين»، تعني أيضًا القانون. تألفت دراسة القانون في جميع أنحاء جنوب آسيا الكلاسيكية من مفاهيم مثل التوبة من خلال التقوى والاحتفالات والتقاليد العملية. كان لليابان في العصور الوسطى في البداية اتحاد مماثل بين «القانون الإمبراطوري» و«قانون بوذا العالمي»، ولكن هذه المصادر أصبحت فيما بعد مصادر مستقلة للسلطة.
لا يوجد ما يعادل مصطلح «الدين» بالضبط في العبرية، إذ لا تميز اليهودية بوضوح بين الهويات الدينية أو القومية أو العرقية أو الإثنية. أحد مفاهيمها المركزية «الشرع»، الذي يأتي بمعنى «المشي» أو «المسار» الذي يُترجم أحيانًا «القانون»، والذي يوجه الممارسة الدينية والمعتقدات والعديد من جوانب الحياة اليومية.